# Liste der denkmalgeschützten Objekte in Kohfidisch
Die Liste der denkmalgeschützten Objekte in Kohfidisch enthält die 8 denkmalgeschützten, unbeweglichen Objekte der Gemeinde Kohfidisch.

## Denkmäler
| Foto |                 | Denkmal                                                                             | Standort                                     | Beschreibung | Metadaten |
| ---- | --------------- | ----------------------------------------------------------------------------------- | -------------------------------------------- | --- | --- |
| ja   | Datei hochladen | Kath. Filialkirche hl. Sebastian/hl. Dreifaltigkeit HERIS-ID: 12058 Objekt-ID: 8192 | neben Harmisch 40 Standort KG: Harmisch      | Die kleine Filialkirche mit halbrunder Apsis wurde 1822 erbaut und erhielt 1831 ihren vorgestellten Südturm. Der Altar stammt aus der Bauzeit. | BDA-Hist.: Q38120871 Status: § 2a Stand der BDA-Liste: 2025-06-30 Name: Kath. Filialkirche hl. Sebastian/hl. Dreifaltigkeit GstNr.: 35/1 Saint Sebastian Church (Harmisch) |
| ja   | Datei hochladen | Kath. Pfarrkirche hll. Petrus und Paulus HERIS-ID: 11607 Objekt-ID: 7714            | Am Kirchenriegel 5 Standort KG: Kirchfidisch | Die Kirche wurde um 1740 erbaut, um 1770 wurde der Turm mit Spitzhelm angebaut. Eine Erweiterung erfolgte 1868, der Bau wurde um zwei Querschiffarme und einen Chor erweitert. Die Innenausstattung ist neugotisch und stammt aus der zweiten Hälfte des 19. Jahrhunderts.                                                               | BDA-Hist.: Q15124686 Status: § 2a Stand der BDA-Liste: 2025-06-30 Name: Kath. Pfarrkirche hll. Petrus und Paulus GstNr.: 33 Saints Peter and Paul Church (Kirchfidisch)    |
| ja   | Datei hochladen | Kath. Filialkirche hl. Johannes Nepomuk HERIS-ID: 11659seit 2023                    | Kirchenplatz 1 Standort KG: Kohfidisch       | Die Kirche wurde 1978 von Heinrich Wolfgang Gimbel erbaut. | BDA-Hist.: Q119231270 Status: Bescheid Stand der BDA-Liste: 2025-06-30 Name: Kath. Filialkirche hl. Johannes Nepomuk GstNr.: 283, 288 Church Kohfidisch                    |
| ja   | Datei hochladen | Figur hl. Johannes Nepomuk HERIS-ID: 11516 Objekt-ID: 7617                          | bei Kirchenplatz 1 Standort KG: Kohfidisch   | Die Figur des hl. Johannes Nepomuk stammt aus der 2. Hälfte des 18. Jahrhunderts und befindet sich in der ebenfalls geschützten Nepomukkapelle. | BDA-Hist.: Q38103552 Status: Bescheid Stand der BDA-Liste: 2025-06-30 Name: Figur hl. Johannes Nepomuk GstNr.: 283 Kapelle hl. Johannes Nepomuk, Kohfidisch                |
| ja   | Datei hochladen | Kapelle hl. Johannes Nepomuk HERIS-ID: 112064 Objekt-ID: 130115seit 2013            | bei Kirchenplatz 1 Standort KG: Kohfidisch   | Der Glockenturm und die von Säulen gestützte Halle stammen aus der Zeit um 1840. In der Kapelle die ebenfalls geschützte Figur des Heiligen. | BDA-Hist.: Q37828336 Status: Bescheid Stand der BDA-Liste: 2025-06-30 Name: Kapelle hl. Johannes Nepomuk GstNr.: 283 Kapelle hl. Johannes Nepomuk, Kohfidisch              |
| ja   | Datei hochladen | Marienkapelle HERIS-ID: 11634 Objekt-ID: 7741                                       | Hochcsaterberg Standort KG: Kohfidisch       | Der kleine barocke Bau aus dem 18. Jahrhundert steht östlich des Ortes in den Weinbergen. | BDA-Hist.: Q38107808 Status: § 2a Stand der BDA-Liste: 2025-06-30 Name: Marienkapelle GstNr.: 3109 Saint Mary Chapel (Kohfidisch)                                          |
| ja   | Datei hochladen | Schloss Kohfidisch HERIS-ID: 11608 Objekt-ID: 7715                                  | Schloss 5 Standort KG: Kohfidisch            | Das Schloss wurde im 17. Jahrhundert erbaut, 1780 erweitert und im frühen 19. Jahrhundert in die heutige Form gebracht. Die hufeisenförmige Anlage weist einen Mittelrisaliten mit Zeltdach auf, zum Garten hin befindet sich die Schauseite mit ausladendem Balkon. Die Schlosskapelle wurde um 1850 umgebaut und neugotisch ausgemalt. | BDA-Hist.: Q1608341 Status: Bescheid Stand der BDA-Liste: 2025-06-30 Name: Schloss Kohfidisch GstNr.: 175 Schloss Kohfidisch                                               |
| ja   | Datei hochladen | Hl.-Geistkapelle, Weinkapelle HERIS-ID: 11656 Objekt-ID: 7764seit 2013              | Standort KG: Kohfidisch                      | Die Kapelle wurde im Jahr 1929 aufgrund eines Gelübdes erbaut, die Pläne stammten vom ortsansässigen Pfarrer. Die Bezeichnung Weinkapelle kommt von der Segnung der Weingärten, die hier alljährlich am Pfingstsonntag vorgenommen wird.                                                                                                 | BDA-Hist.: Q38108488 Status: Bescheid Stand der BDA-Liste: 2025-06-30 Name: Hl.-Geistkapelle, Weinkapelle GstNr.: 3377 Holy Trinity Chapel (Csaterberg)                    |